# Ceropegia stentiae
Ceropegia stentiae là một loài thực vật có hoa trong họ La bố ma. Loài này được E.A.Bruce mô tả khoa học đầu tiên năm 1936.